# 巴中东站
巴中东站（又名兴文站），位于中华人民共和国四川省巴中市巴州区兴文镇，是巴达铁路上的火车站，2016年1月10日启用营运，成都局集团管辖。

## 歷史
- 2016年1月10日通车启用。
- 2016年4月20日开办货运业务[2]。

## 車站周邊
- 中国邮政储蓄银行兴文邮政储蓄所
- 农村信用合作社兴文分社
- 兴文镇卫生院
- 兴文小学
- 兴文镇政府

## 外部連結
- 中国铁路客户服务中心 （页面存档备份，存于）